# Astragalus rostratus
Astragalus rostratus är en ärtväxtart som beskrevs av Carl Anton von Meyer. Astragalus rostratus ingår i släktet vedlar, och familjen ärtväxter. Inga underarter finns listade i Catalogue of Life.